# گالوست آلویان
گالوست هاکوبی آلویان (ارمنی: Գալուստ Հակոբի Ալոյան؛ زاده ۱۸۶۴ – درگذشته ۲ نوامبر ۱۹۱۴) فدایی ارمنی و یکی از چهره‌های جنبش آزادی‌بخش ملی ارمنی بود.